# Oromia
Oromia eller Oromiya är en av tolv regioner (kililoch) i Etiopien och där det etniska folket oromo har sin huvudsakliga utbredning. Folkmängden uppgår till cirka 27 miljoner, och den administrativa huvudorten är Nazret. Andra stora städer är Alemaya, Ambo, Arsi Negele, Asela, Debre Zeyt, Jima, Nekemte, Sebeta och Shashemene.
Regionen styrs sedan 1995 huvudsakligen av oromofolket efter att Etiopien införde etnisk federalism. I Etiopien har man infört detta system så att regionernas ursprungliga befolkning skall bestämma själva över sina respektive regioner. 

## Administrativ indelning
Regionen är indelad i sjutton zoner och tre speciella zoner:

### Zoner
- Arsi
- Bale
- Borena
- Debub Mirab Shewa
- Guji
- Horo Gudru Welega
- Illu Aba Bora
- Jima
- Kelem Welega
- Mirab Arsi
- Mirab Hararghe
- Mirab Shewa
- Mirab Welega
- Misraq Hararghe
- Misraq Shewa
- Misraq Welega
- Semien Shewa

### Speciella zoner
- Adama (Nazret)
- Burayu
- Jima

## Demografi

### Etnicitet
Av regionens befolkning utgjordes 87,80 procent av oromo vid folkräkningen 2007. Den enda större folkgruppen i övrigt var amhara (7,22 procent).